# 1983年大西洋飓风季
1983年大西洋飓风季从1983年6月1日正式开始，同年11月30日结束，这样的日期界定了传统上一年中绝大多数热带气旋在大西洋盆地形成的时间段。这次飓风季的活跃度创下53年来大西洋飓风季的新低，一共只形成七个热带低气压，其中四个达到热带风暴或以上强度。这也令飓风季的累积气旋能量指数创下1950年以来（至今）的最低值，只有17。
飓风季开始的时间就比往年正常情况要晚，直到7月29日才形成第一个热带低气压，第二个则在7月31日形成，这两个都很快消散，没有得到显著增强。8月15日形成的第三号热带低气压很快就在次日增强为飓风艾丽西亚，并于8月18日登陆德克萨斯州，给该州造成了超过20亿美元（1983年美元，相当于2025年的61.2億美元）的巨额损失。飓风巴里由8月25日形成的热带低气压发展而成，该低气压在穿越佛罗里达州后达到飓风强度，之后在德克萨斯州的布朗斯维尔附近登陆，最终于8月30日在陆地上空消散。
本季的第三场，也是最后一场飓风尚塔尔（Chantal）于9月10日形成并增强为飓风，但一直没有接近陆地，于9月15日被一股锋吸收。第六号热带低气压于9月19日形成，给加勒比地区带去了暴雨，再在9月21日退化成东风波。热带风暴迪安是本季的最后一场风暴，9月26日形成期间起初向北行进，达到每小时85公里的最大风速后于9月29日在德玛瓦半岛登陆，次日便在弗吉尼亚州沿海地区上空消散。

## 季节预报和活动
每年大西洋飓风季前，包括科罗拉多州立大学威廉·M·格雷博士及其同僚在内的一些知名飓风专家会发布飓风活动的预测。根据美国国家海洋和大气管理局的定义，一个正常水平的大西洋飓风季会形成6到14个获得命名的风暴，其中有4到8个会达到飓风强度，1到3个会成为大型飓风。1983年7月23日的预测认为，经过起步较晚的开局后，本季一共将形成8场风暴，其中5场会达到飓风强度。但预测中没有说明有多少个飓风会达到大型飓风强度。不过之后的事实证明，预测数字明显过高，全季实际上只形成了四个获得命名的风暴，其中三个达到飓风强度标准。
由于强烈的上层风切变影响，这个从6月1日持续到11月30日的飓风季活动程度很低。整个加勒比海和大西洋开放海域的风切变都异常之强，破坏了扰动天气的对流区，令其无法获得发展。整季共有超过60个天气系统在非洲海岸形成后西进，但到达小安的列斯群岛时几乎都已经消散。只有包括墨西哥湾、巴哈马北部和佛罗里达州以东的大西洋海域风切变较少，全部四个获得命名的风暴也就都是在这些海域发展形成的。1983年大西洋飓风季因此成为继只有两个风暴形成的1930年大西洋飓风季以来，活动性最弱的飓风季。此外1982年大西洋飓风季也没有风暴在加勒比海形成，这也是自1871年开始有可靠纪录以来首度出现连续两年都没有风暴在该海域形成的情况。同时这还是自1871年后第一个北纬25°以南没有风暴形成的大西洋飓风季。
美国国家飓风中心从1983年起开始发布数字性的登陆概率预报。之前该部门曾通过计算这一几率来发布热带气旋警告和观察预警，但从这年开始，原始的概率数值会直接向公众公布。针对飓风艾丽西亚发布的登陆概率很准确，其中表明德克萨斯州上端海岸的加尔维斯顿及其周边地区受到飓风直接袭击的可能性最大。
这年飓风季的活跃程度也通过累积气旋能量指数的低迷反映出来，只有17，属于“低于正常水平”范围。大致来说，气旋能量指数通过对飓风的强度和持续时间来计算，强度越高，持续时间越长的风暴，其指数也相应越高。只有在热带系统风速达到或超过每小时63公里（34节）或热带风暴强度时才会对这一指数进行计算，并纳入全面的气象公告中，并且亚热带气旋的指数不会计入累积数值。

## 风暴

### 第一号热带低气压
本季的第一号热带低气压源于7月29日小安的列斯群岛附近的一片热带扰动。美国国家飓风中心在媒体报道中表示，这股低气压有可能增强成热带风暴，但上层风切变阻止了天气系统获得任何发展，低气压也在次日消散。

### 第二号热带低气压
7月31日，中大西洋的一片扰动天气区组织性得到增强，促使美国国家飓风中心将其归类为第二号热带低气压。由于强烈的上层风切变影响，低气压在穿越大西洋的过程中没有得到发展，于8月3日在小安的列斯群岛附近消散。

### 飓风艾丽西亚
飓风艾丽西亚源于从新英格兰延伸到墨西哥湾最西部的锋面槽。卫星图像显示，锋面槽附近有一片中尺度低气压区离开阿拉巴马州和密西西比州海岸，这片低气压区可能就是艾丽西亚的前身。系统发展早期，墨西哥湾的气压一直较高。8月15日，一艘途经该海域的船只记录到1015毫巴（百帕，29.99英寸汞柱）的最低气压，低气压也因此升级成热带风暴并获命名为“艾丽西亚”。由于周边环境气压较高，风暴的规模很小。
艾丽西亚存在期间受到的转向气流影响一直很弱，但正在发展的风暴北面有高压脊形成，导致气压出现波动，风暴也在8月16日开始向西漂移，但之后很快又转向西北朝德克萨斯州逼近。8月16日到18日，艾丽西亚上空有一个反气旋形成，同时由于缓慢行经海面温度较高的温暖水域，风暴得以迅速增强，其登陆前的40个小时里气压平均每小时都下降了一毫巴（百帕）。8月18日，飓风艾丽西亚达到每小时185公里的最大风暴，气压低至962毫巴（百帕，28.39英寸汞柱），并于同日以三级飓风强度在德克萨斯州的加尔维斯敦附近登陆。进入陆地上空后，飓风迅速减弱并加速进入美国中西部领空，于8月21日在内布拉斯加州上空消散。
艾丽西亚北上的同时，其残留给美国多个州带去了中到大雨。休斯顿受到了严重的破坏，市中心的摩天大楼有成千上万的玻璃窗被打碎。整场飓风造成该州22人丧生，经济损失达到20亿美元（1983年美元，相当于61.2億2025年美元）。

### 飓风巴里
飓风巴里源于8月13日离开非洲西北海岸的一股热带扰动。整个飓风季的大部分时间里，热带大西洋的西北部洋面都存在令天气系统无法获得发展的上层风切变。这导致热带扰动一直到8月22日靠近巴哈马时才得以增强。一股力道较弱的低气压令扰动进入一片风切变较少的海域，天气扰动也因此得以在8月23日增强为第四号热带低气压。8月24日，低气压在北部巴哈马群岛东北部不远处洋面加强成热带风暴。
热带风暴巴里转向西进并因风切变的回升影响减弱成热带低气压。8月25日早上，低气压在佛罗里达州的墨尔本附近登陆，并且进入该州中部领空时仍然受到上层风的压力影响。接下来低气压进入墨西哥湾中部并重新达到热带风暴强度，然后得以迅速强化，于8月28日达到飓风强度，当天下午在德克萨斯州的布朗斯维尔附近登陆。登陆前，巴里达到了时速130公里的最高风速，气压也降至986毫巴（百帕，29.11英寸汞柱）。8月29日，风暴残留在墨西哥北部的山区上空消散。

### 飓风尚塔尔
飓风尚塔尔源于9月10日早上一片大规模低气压发展出的扰动天气，这股扰动天气位于百慕大近海，是伊斯帕尼奥拉岛延伸到中北大西洋的一片锋面槽残留的一部分。这片特殊的扰动天气区域成为了一个大规模低气压系统的东北部分。9月10日，一架侦察机探测到的数据表明系统持续风速达到每小时50公里，气压为1010毫巴（百帕，29.83英寸汞柱），说明系统已经发展成了1983年大西洋飓风季的第五号热带低气压。
低气压进入距百慕大不到160公里海域并缓慢增强。10月傍晚，第五号热带低气压的风速提高到每小时60公里，因此获命名为尚塔尔（Chantal）。风暴接下来开始迅速强化，于9月11日晚达到飓风标准。尚塔尔转向东进，发展出卷云和微弱的外流。之后超过24小时里，飓风的结构没有多少变化，但到12日晚已经变得混乱，并因此降级为热带风暴。
一夜之间，风暴的所有对流都已消退，并且向北移动的速度也已减缓。9月14日，一股微弱的东风波令尚塔尔加速前进，并被一片锋面系统吸收。这场风暴对百慕大产生的影响很小，岛上经历了几场雷阵雨，风速最高的也只达到25公里时速，海上则出现了9到12米的涌浪。

### 第六号热带低气压
第六号热带低气压于9月19日形成，给小安的列斯群岛带去了倾盆大雨，然后于9月21日在多米尼加共和国附近降级成东风波。

### 热带风暴迪安
热带风暴迪安源于9月22日离开美国东岸的一片锋面云带。之后几天时间里，这片云带位于从巴哈马一直到百慕大之后的海域上空，并且基本上没有移动。这一期间有一片1035毫巴（百帕，30.56英寸汞柱）的高气压区在美国东北部上空停留，因此产生的强烈气压梯度令美国东部沿海地区遭受了接近烈风强度的大风。
9月26日，锋面云带在位于中佛罗里达州以东约740公里洋面发展出下层环流，并于当天下午获分类为亚热带风暴并以“迪安”（Dean）命名。9月27日，一架空军侦察机飞入风暴执行侦察任务，但报告其中心以外37公里处的风速只有每小时55公里，不过其999毫巴（百帕，29.5英寸汞柱）的气压表面迪安在北上的同时还在继续增强。此外，卫星图像表明这股亚热带风暴是从云层中涌现出来的，数据还表明风暴正在获取热带气旋特征。
9月28日，迪安在北上的过程中达到时速80公里的最大风速。9月29日，风暴环流转向西北并在德玛瓦半岛登陆，于9月30日在陆地上空消散。从北卡罗莱纳州到罗德岛州都收到了烈风警告。迪安产生的降水从北卡罗莱纳州到弗吉尼亚州边境一直延伸到新英格兰，弗吉尼亚州报告的降雨量为25.4毫米，边境处则达到76.2毫米。康涅狄格州的一处气象站纪录到的降雨量最高，达到117毫米。风暴造成的破坏主要局限于轻微的海岸侵蚀和中大西洋各州部分沿海地区出现的轻度洪水。

## 季节影响
| 风暴名称 | 持续日期         | 风暴最高强度 | 最大持续风速 | 最低气压 （百帕） | ACE   | 登陆                 | 登陆     | 登陆     | 损失 （百万美元） | 死亡人数 |
| 风暴名称 | 持续日期         | 风暴最高强度 | 最大持续风速 | 最低气压 （百帕） | ACE   | 地点                 | 时间     | 风速     | 损失 （百万美元） | 死亡人数 |
| -------- | ---------------- | ------------ | ------------ | ----------------- | ----- | -------------------- | -------- | -------- | ----------------- | -------- |
| 一       | 7月29至30日      | 热带低氣压   | 35           | 未知              | 0.00  | 没有登陆             | 没有登陆 | 没有登陆 | 0                 | 0        |
| 二       | 7月29日至8月3日  | 热带低氣压   | 30           | 未知              | 0.00  | 没有登陆             | 没有登陆 | 没有登陆 | 0                 | 0        |
| 艾丽西亚 | 8月15至21日      | 三级飓风     | 115          | 963               | 6.38  | 德克萨斯州加尔维斯敦 | 8月17日  | 115      | 4100              | 21       |
| 巴里     | 8月24至29日      | 一级飓风     | 80           | 986               | 3.14  | 佛罗里达州墨尔本     | 8月25日  | 35       | 0                 | 0        |
| 巴里     | 8月24至29日      | 一级飓风     | 80           | 986               | 3.14  | 德克萨斯州布朗斯维尔 | 8月28日  | 75       | 很小              | 0        |
| 尚塔尔   | 9月10至15日      | 一级飓风     | 75           | 992               | 4.27  | 没有登陆             | 没有登陆 | 没有登陆 | 0                 | 0        |
| 六       | 9月19至21日      | 热带低氣压   | 35           | 未知              | 0.00  | 没有登陆             | 没有登陆 | 没有登陆 | 很小              | 0        |
| 迪安     | 9月26至30日      | 热带风暴     | 55           | 999               | 3.07  | 弗吉尼亚州东岸       | 9月29日  | 50       | 很小              | 0        |
| 季节总结 |                  |              |              |                   |       |                      |          |          |                   |          |
| 7个气旋  | 7月29日至9月30日 |              | 115          | 963               | 16.86 | 4次登陆              | 4次登陆  | 4次登陆  | 4100              | 21       |

## 风暴名称
以下列表中显示了1983年用来给北大西洋热带气旋命名的名称。其中没有退役的名称都将在1989年大西洋飓风季中再度使用。这是继1978年美国国家飓风中心改变命名方式后这些名称的首度启用。列表中没有命名的名称将以灰色显示。
| - Erin（未用） - Felix（未用） - Gabrielle（未用） | - Hugo（未用） - Iris（未用） - Jerry（未用） - Karen（未用） - Luis（未用） - Marilyn（未用） - Noel（未用） | - Opal（未用） - Pablo（未用） - Roxanne（未用） - Sebastien（未用） - Tanya（未用） - Van（未用） - Wendy（未用） |

### 退役
1984年春，世界气象组织将“艾丽西亚”这一名称退役，用“阿利森”（Allison）取代。该名称于1989年大西洋飓风季期间首度启用。